# Eduard de Balle i de Rubinat
Eduard de Balle i de Rubinat (Tarragona, Tarragonès, 1859-1912), Marquès de Vallgornera, va ésser un hisendat que lluità aferrissadament contra la fil·loxera i fou un dels grans introductors d'innovacions tècniques en el món de l'agricultura.
Al cos de Sometents ocupà càrrecs de responsabilitat i, dins el moviment catalanista, signà el Missatge a la Reina Regent (1888), fou soci del Centre Catalanista d'Olot i designat delegat de la Unió Catalanista a les Assemblees de Manresa (1892), Olot (1895), Girona (1897) i Terrassa (1901).